# Amazonensarkophag

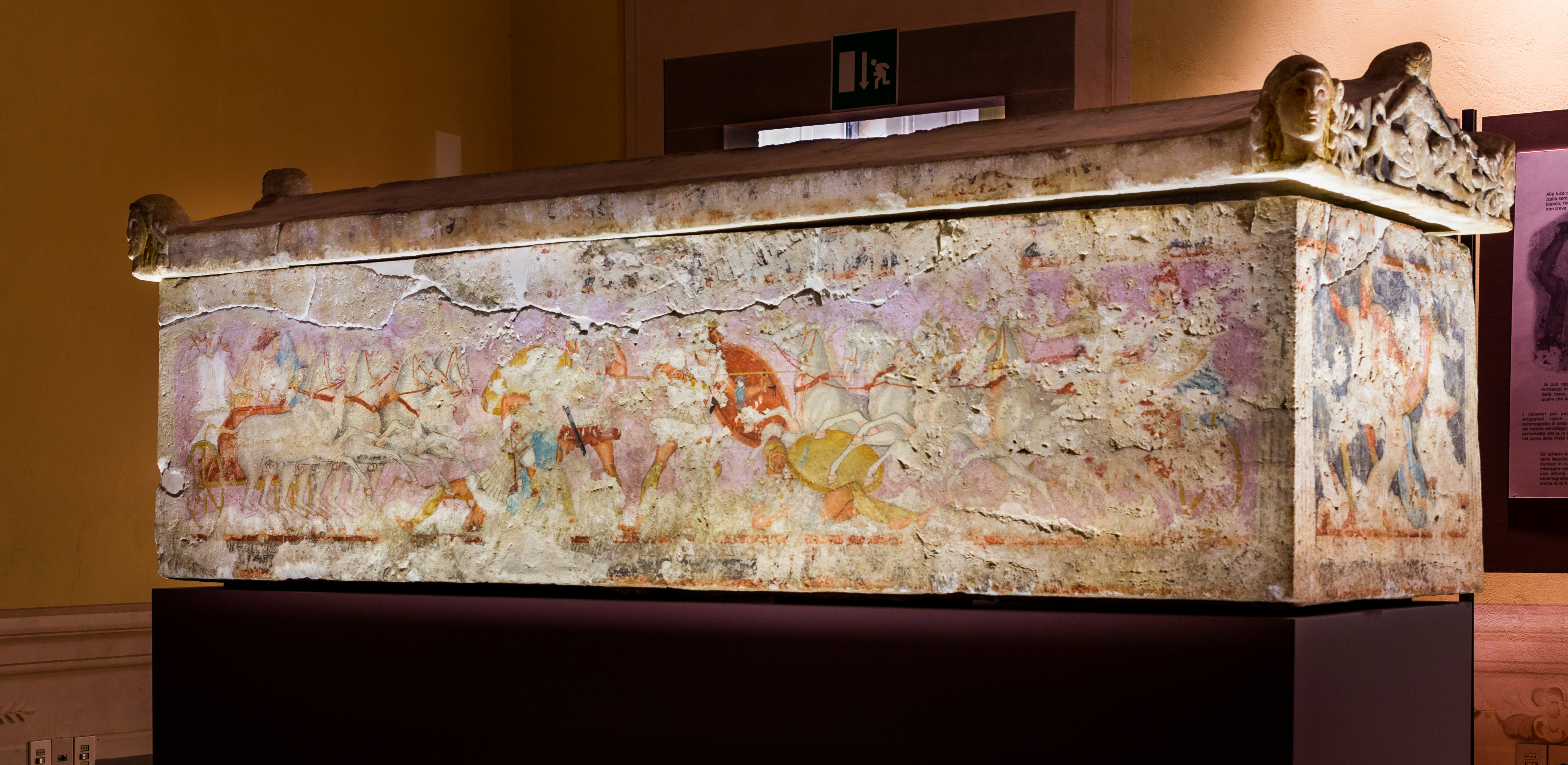
Gesamtansicht

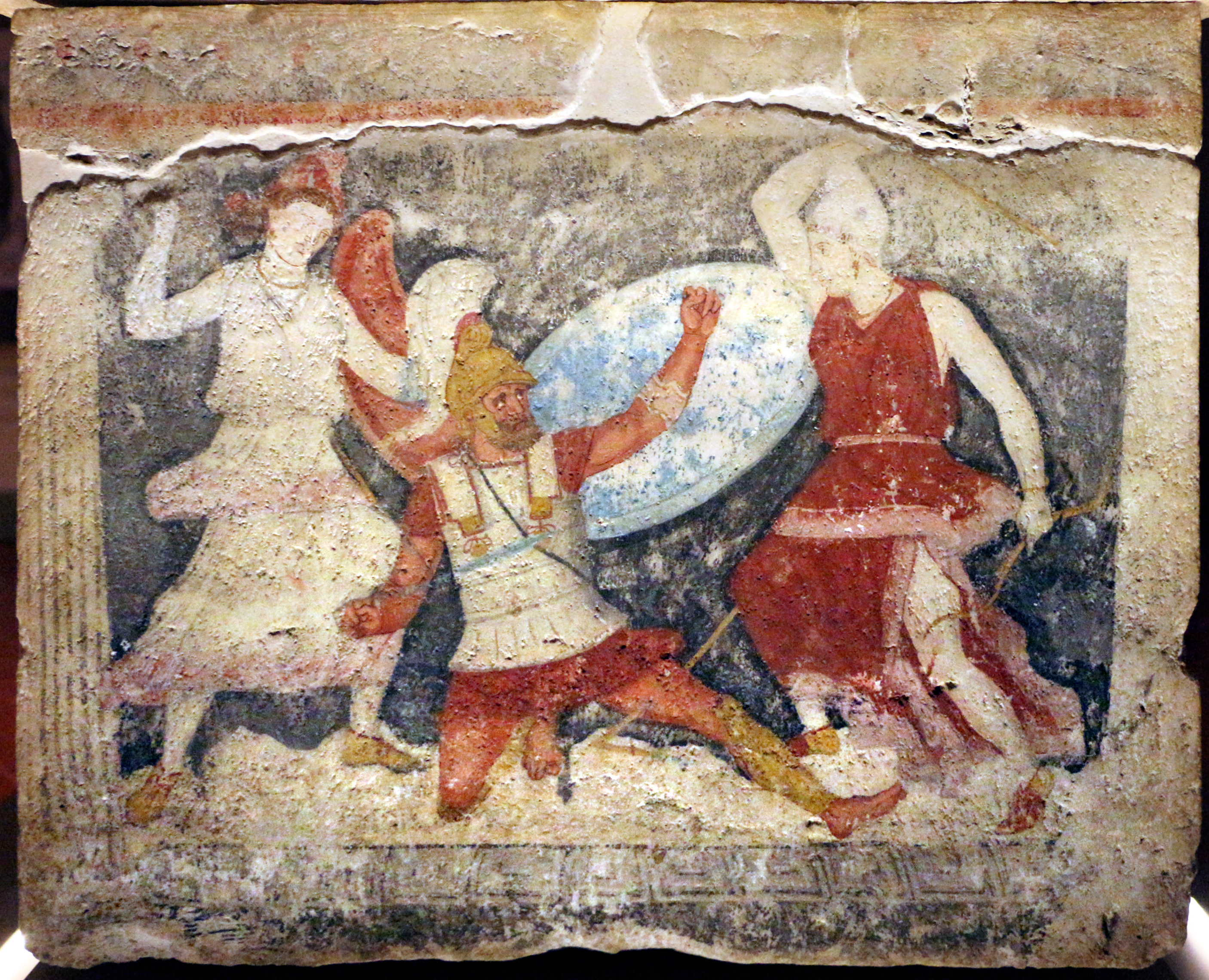
Kopfende

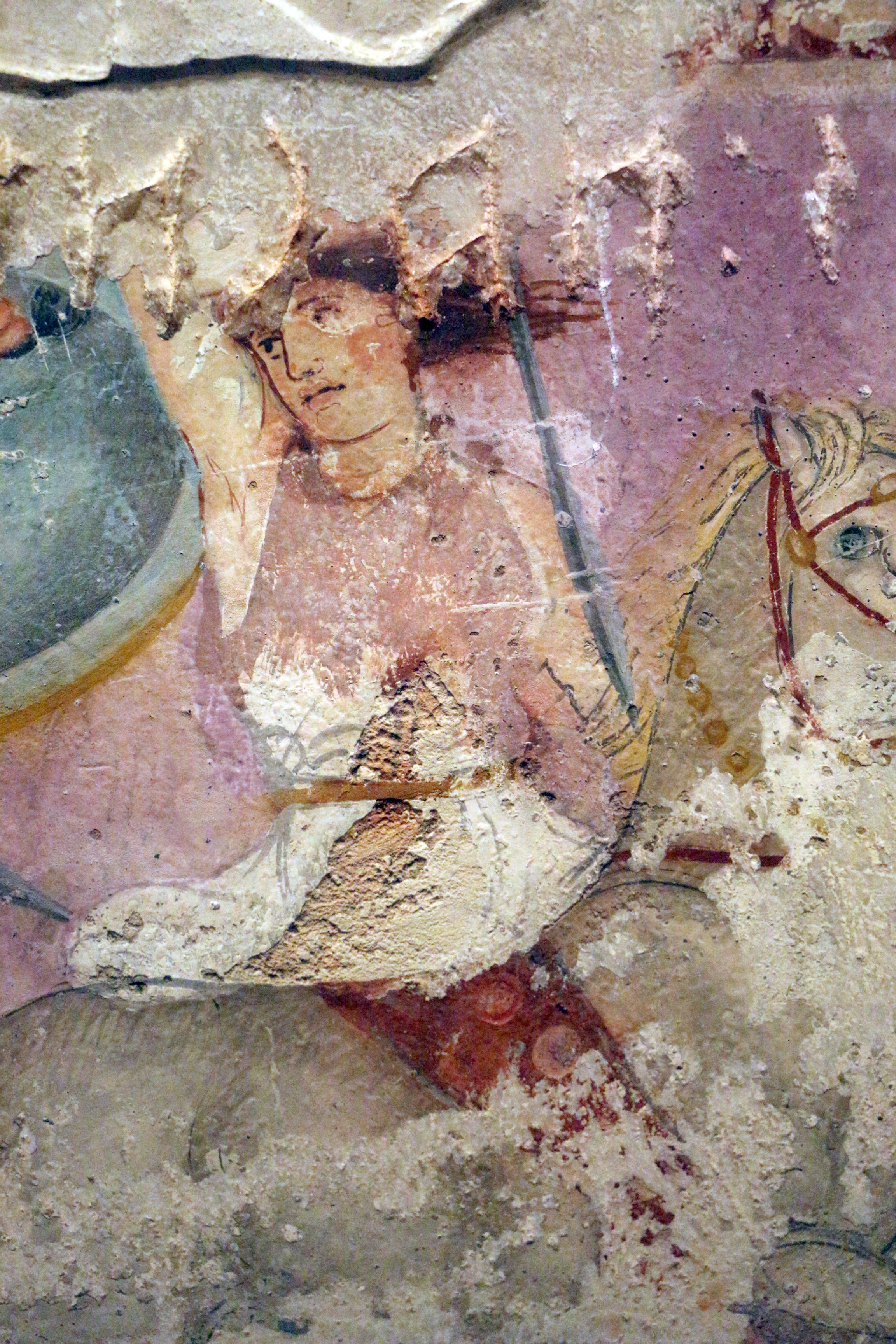
Kämpfende Amazone

Der bemalte Amazonensarkophag (71 cm × 194 cm × 62 cm) wurde im Jahr 1869 bei Tarquinia – damals Corneto genannt –  entdeckt. Der etruskische Sarkophag datiert in das vierte Jahrhundert v. Chr. Die Malereien gelten als Meisterwerk antiker Kunst und werden oftmals einem griechischen Maler zugesprochen. Der Sarkophag befindet sich heute im Archäologischen Nationalmuseum Florenz (Inv. Nr. 5811). Nach der Inschrift auf dem Deckel war darin eine Frau namens Ramtha Huzcnai bestattet. Sie war die Mutter oder Großmutter des Beamten (zileteraias) Larth Apaiatru.
Die Sargwanne ist aus Marmor gefertigt. Der Deckel besteht aus Marmor und ist wie ein Giebeldach gestaltet. Auf dem Deckel befindet sich auch die etruskische Inschrift, die die Tote nennt. An den kurzen Seiten des Deckels befindet sich jeweils ein Relief, dass Aktaion zeigt, wie er von seinen Hunden zerrissen wird. An den vier Ecken sind Frauenköpfe dargestellt.
Die Außenwände der Sargwanne sind bemalt. Auf einem rosa Untergrund erscheinen diverse Figuren. Frauen sind hellhäutig, Männer dagegen eher rotbraun dargestellt. Die Malereien zeigen den Kampf von Amazonen mit Griechen, wobei es Schwierigkeiten bereitet, bestimmte Szenen mit mythologischen Erzählungen in Einklang zu bringen. Deshalb wurde vermutet, dass hier Kämpfe ganz im Allgemeinen dargestellt sind.
Auf der Frontseite des Sarkophages sind fünf Gruppen dargestellt. In der Mitte ist eine Amazone zu sehen, die gegen zwei Griechen kämpft. Links und rechts davon befinden sich jeweils kämpfende Paare. Ein Grieche ist jeweils dabei, eine gefallene Amazone zu töten. An den Enden der Seiten befindet sich jeweils eine Amazone auf einem Pferd, die gegen einen Griechen zu Fuß kämpft.
Auf der Rückseite befinden sich zwei größere Gruppen. Rechts sind vier Figuren dargestellt: Zwei Amazonen auf einem Streitwagen mit vier Pferden greifen zwei Griechen an, die sich zu Fuß verteidigen. Links befindet sich eine entsprechende Gruppe. Auf dem Fußende sind drei Figuren dargestellt: Eine Amazone wird von einem Griechen angegriffen, eine weitere Amazone kommt ihr zur Hilfe. Das Kopfende zeigt eine Szene mit einem knienden Griechen, der von zwei Amazonen attackiert wird. Der Hintergrund auf den kurzen Seiten ist dunkel.
Die Malereien sind in Tempera auf eine dünne Bleischicht, die mit weißen Pigmenten gemischt ist, angebracht worden. Die Umrisse der Figuren wurden zunächst in den Stein geritzt und dann in einem dunklen Rot oder Braun gezeichnet. Es wurden Strichlinien verwendet, um Schattierungen auf den Körpern anzudeuten. Die Kompositionen – etwa die pyramidale Anordnung der Figuren – sind aus der klassischen Kunst gut bekannt. Insgesamt erinnern die Darstellungen an solche aus Apulien. Der Maler versuchte offensichtlich einen dreidimensionalen Raum zu erschaffen, obwohl es kaum Andeutungen von Landschaft gibt. Auf den Längsseiten des Sarkophages befinden sich längere Inschriften, die in die Malereien hineingeritzt sind. Über den Herstellungsort besteht in der Forschung keine Einigkeit. Von einem Teil der Forschung werden die Malereien als griechische Arbeiten angesehen. Andere sehen sie als etruskisch.